# هلالي منصور (كاكي)
هلالي منصور (بالفارسية: هلالی منصور) هي قرية تقع في إيران في قسم كاكي الريفي.